# إكرومكسيماب
إكرومكسيماب هو جسم مضاد وحيد النسيلة طورته كيوا هاكو كوجيو لعلاج الورم الميلانيني الخبيث.